# سید محسن سجادی
سید محسن سجادی متولد ۱۳۵۷ خورشیدی در رفسنجان، عکاس ایرانی است.

## زندگی‌نامه

پوستر بزرگترین خانه خشتی جهان

سجادی دانش‌آموخته عکاسی از دانشکده هنر و معماری دانشگاه آزاد است. وی سابقه فعالیت درخبرگزاری مهر، خبرگزاری ایرنا و مطبوعات داخلی و خارجی را دارد و در کشورهای روسیه، اندونزی، آذربایجان، ترکمنستان، قرقیزستان، تاجیکستان، افغانستان، ترکیه، عربستان، سوریه، لبنان عکاسی کرده‌است. محسن سابقه دبیر عکس خبرگزاری ایرنا، سال ۱۳۸۸ و عضویت هیئت مدیره انجمن صنفی عکاسان مطبوعاتی ایران بین سال‌های ۸۷–۹۲ و دبیر اجرایی مسابقه عکس ماه اردیبهشت، خرداد، تیر و مرداد ۱۳۸۹ و مسئولیت روابط عمومی انجمن صنفی عکاسان مطبوعات ایران در سال‌های ۸۷ الی ۸۹ را دارد. از دیگر فعالیت‌های او می‌توان به مستندسازی (مستند یک پرواز، دربارهٔ عکاسی هوایی و یک عکس، روایت دربارهٔ عکاسی معماری)، عکاسی هوایی، و عکاسی در حوزه ابنیه و آثار باستانی شهرستان رفسنجان اشاره کرد.

### کتاب
- یادی از هزاران-کار گروهی-یادنامه‌ای از مؤلفان و مترجمان مؤسسه انتشارات دانشگاه تهران ۱۳۸۶
- شهدا جنگ تحمیلی-کارگروهی-انتشارات بنیادحفظ آثار و نشر ارزش‌های دفاع مقدس و انجمن عکاسان انقلاب و دفاع مقدس

### نمایشگاه
- نمایشگاه دوازده عکاس در آلمان[۱۳]
- نمایشگاه گروهی «همچو این می» در نگارخانه اکو۹۱[۱۴]
- شب‌های رمضان خانه عکاسان مرداد۸۹
- نگارخانه شهرک مس سرچشمه اسفند ۸۸[۷]
- موزه هنرهای معاصر کرمان آبان ۱۳۸۸[۱۵]
- ایران سرزمین ادیان توحیدی، موزه هنرهای دینی امام علی مهر ۱۳۸۸[۱۶][۱۷]
- عکاس‌های هوایی، نگارخانه فرهنگ بهمن ۱۳۸۷[۱۸]
- برای بهتر زیستن خانه عکاسان ۱۳۸۶[۱۹]
- نود و یکمین نمایشگاه خانه عکاسان تابستانه۱۳۸۴

## افتخارات
- رتبه اول، جشنواره سراسری عکس امام رضا (ع)-مهرماه ۱۳۹۱[۲۰]
- رتبه اول، سومین جشنواره سراسری عکس دانشگاه آزاد-شهریور۸۹[۲۱]
- رتبه اول، ششمین جشنواره سراسری عکس فجر-اسفند ۱۳۸۸[۲۲]
- رتبه سوم، دومین جشنواره خاطرات تلخ و شیرین دانشجویی-اسفند ۱۳۸۸[۲۳]
- تقدیر، بخش نیایش مسابقه عکس رکعتی عشق ۱۳۸۸[۲۴][۲۵]
- رتبه دوم، دومین جشنوارهٔ گردشگری و رسانه-اردیبهشت ۱۳۸۸[۲۶]
- رتبه دوم، نخستین جشنواره سراسری عکس عاشورایی نگاه-بهمن۱۳۸۷
- رتبه اول، دومین جشنواره هنری شوق نیاز -دی ۱۳۸۷[۲۷]
- برگزیده، ششمین جش تصویر سال در بخش ورزش محلات -آذر ۱۳۸۷
- رتبه سوم، جشنواره فیلم و عکس حوادث -آذر ۱۳۸۷[۲۸]
- تقدیر، بخش بزرگسالان پنجمین جشنواره عکس کودک-مرداد ۸۷[۲۹]
- رتبه اول، سومین جشنواره رسانه‌ای میراث فرهنگی-خرداد ۱۳۸۷[۳۰][۳۱]
- رتبه دوم، جشنواره فرهنگی و هنری فرش-اردیبهشت ۱۳۸۷[۳۲]
- دوم و سوم، جشنواره سراسری عکس ایثار و شهادت-اسفند ۱۳۸۶
- رتبه اول، اولین جشنواره رسانه‌ای برای بهتر زیستن-اسفند ۱۳۸۶
- رتبه اول، نخستین جشنواره عکس آیینه نینوا-بهمن ۱۳۸۶[۳۳]
- برگزیده، پنجمین جشن تصویر سال در بخش سفرهای استانی رئیس‌جمهور-آذر۸۶
- رتبه سوم، چهارمین جشنواره عکس رشد-شهریور ۱۳۸۶
- رتبه برتر، نخستین جشنواره ملی نماز-اسفند ۱۳۸۵
- رتبه اول، پنجمین جشنواره بین‌المللی فیلم و عکس دانشجویان ایران-بهمن ۱۳۸۵[۳۴]

## نگارخانه

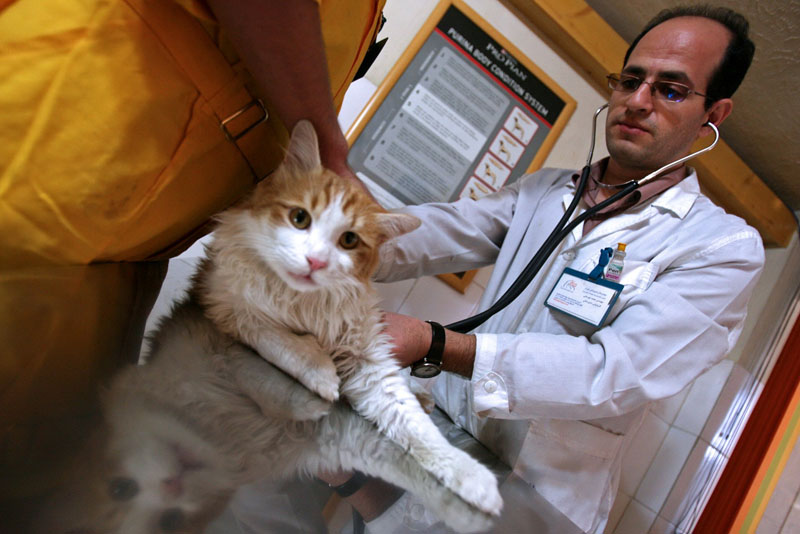
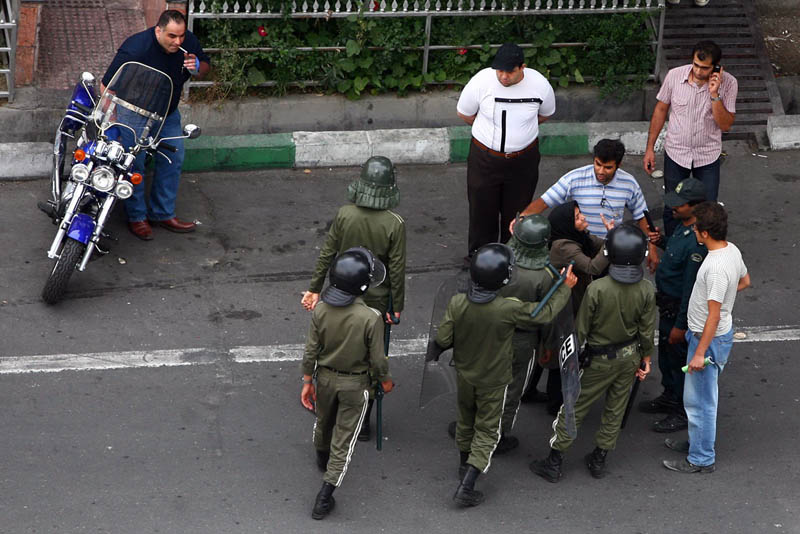